# Alba Berlin Basketballteam
L'ALBA Berlino (nome completo ALBA Berlin Basketballteam) è una società cestistica tedesca con sede nell'omonima città che milita nella Basketball-Bundesliga, la massima divisione del campionato tedesco.

## Storia
La storia della squadra inizia nel 1991, quando la società di smaltimento rifiuti ALBA Europe sceglie di sponsorizzare una squadra sportiva; così la BG Charlottenburg (inizialmente denominata Spielgemeinschaft BG/DTV Charlottenburg, nata nel 1989 dalla fusione con il settore pallacanestro della DTV Charlottenburg che stava fallendo) che giocava in Bundesliga, cambia nome in ALBA Berlin.
Disputa gli incontri casalinghi nella Mercedes-Benz Arena (precedentemente denominata O2 World), impianto che ospita anche la squadra di hockey su ghiaccio locale.
La seconda squadra milita in ProB.

## Roster 2024-2025
Aggiornato al 19 settembre 2024.
| Alba Berlin Basketballteam 2024-2025 | Alba Berlin Basketballteam 2024-2025 |
| Giocatori                            | Staff tecnico                        |
| ------------------------------------ | ------------------------------------ |

| N. | Naz.                                           | Ruolo | Nome                   | Anno | Alt.   | Peso   |  |
| -- | ---------------------------------------------- | ----- | ---------------------- | ---- | ------ | ------ |  |
| 0  | Svizzera (bandiera) · Germania (bandiera)      | C     | Michael Kessens        | 1991 | 206 cm | 103 kg |  |
| 1  | Italia (bandiera)                              | GA    | Gabriele Procida       | 2002 | 199 cm | 88 kg  |  |
| 3  | Italia (bandiera)                              | P     | Matteo Spagnolo        | 2003 | 194 cm | 89 kg  |  |
| 5  | Nuova Zelanda (bandiera) · Germania (bandiera) | C     | Yanni Wetzell          | 1996 | 207 cm | 109 kg |  |
| 6  | Germania (bandiera)                            | G     | Malte Delow            | 2001 | 197 cm | 84 kg  |  |
| 7  | Australia (bandiera)                           | PG    | William McDowell-White | 1998 | 196 cm | 89 kg  |  |
| 9  | Germania (bandiera)                            | G     | Jonas Mattisseck       | 2000 | 192 cm | 84 kg  |  |
| 10 | Germania (bandiera)                            | AG    | Tim Schneider          | 1997 | 208 cm | 108 kg |  |
| 11 | Stati Uniti (bandiera)                         | G     | Matt Thomas            | 1994 | 192 cm | 89 kg  |  |
| 15 | Islanda (bandiera)                             | P     | Martin Hermannsson (C) | 1994 | 191 cm | 77 kg  |  |
| 19 | Germania (bandiera)                            | AP    | Louis Olinde           | 1998 | 205 cm | 87 kg  |  |
| 23 | Stati Uniti (bandiera)                         | C     | Robert Baker           | 1998 | 211 cm | 93 kg  |  |
| 25 | Germania (bandiera)                            | AP    | Elias Rapieque         | 2004 | 200 cm | 90 kg  |  |
| 33 | Stati Uniti (bandiera)                         | C     | David McCormack        | 1999 | 208 cm | 113 kg |  |
| 34 | Stati Uniti (bandiera)                         | AG    | Justin Bean            | 1996 | 201 cm | 95 kg  |  |

| Allenatore                                                                                      |
| - Pedro Calles                                                                                  |
| Assistente/i                                                                                    |
| - Thomas Päch - Sebastian Trzcionka Legenda - (C) Capitano - (IN) Inattivo - Infortunato Roster |

## Palmarès

### Titoli nazionali
- Campionato tedesco: 11

1996-1997, 1997-1998, 1998-1999, 1999-2000, 2000-2001, 2001-2002, 2002-2003, 2007-2008, 2019-2020, 2020-2021, 2021-2022
- Coppa di Germania: 11

1997, 1999, 2002, 2003, 2006, 2009, 2013, 2014, 2016, 2019-2020, 2021-2022
- Supercoppa tedesca: 3

2008, 2013, 2014

### Titoli internazionali
- Coppa Korać: 1

1994-1995

## Allenatori
- Faruk Kulenovic (1991–1993)
- Svetislav Pešić (1993–2000)
- Emir Mutapčić (2000–2005)
- Henrik Rödl (2005–2007)
- Luka Pavićević (2007-2011)
- Muli Katzurin (2011)
- Gordon Herbert (2011-2012)
- Saša Obradović (2012-2016)
- Ahmet Çakı (2016-25 aprile 2017)
- Thomas Päch (25 aprile 2017)